# مفهوم ذهن
مفهوم ذهن (به انگلیسی: The Concept of Mind) کتابی است نوشته فیلسوف گیلبرت رایل، که در آن استدلال می‌کند، «ذهن» «توهمی فلسفی است که عمدتاً از رنه دکارت نشأت می‌گیرد و با خطاهای منطقی و «اشتباهات دسته‌بندی» که عادت شده‌است، پشتیبانی می‌شود. این اثر در سال 1949 نوشته و در سال 2002 منتشر شد.
این اثر «میخ نهایی را در تابوت دوگانه‌گرایی ذهن و بدن دکارتی قرار داده‌است» و به‌عنوان سند پایه‌گذاری در فلسفه ذهن تلقی شده‌است، که پس از سال ۱۹۵۰ به‌عنوان شاخه‌ای متمایز و مهم از فلسفه به رسمیت شناخته شده‌است.

## روح ماشین
رایل در فصل «اسطوره دکارت» «دگم روح در ماشین» را برای توصیف مفهوم فلسفی ذهن به‌عنوان موجودی جدا از بدن معرفی می‌کند:
امیدوارم ثابت کنم که کاملاً نادرست است، و نه در جزئیات، بلکه در اصل نادرست است. این صرفاً مجموعه‌ای از اشتباهات خاص نیست. این یک اشتباه بزرگ و یک اشتباه از نوع خاص است. این یک اشتباه دسته‌بندی‌شده‌است.

## نقد دوگانه‌انگاری دکارتی
رایل نظریه دکارت در مورد رابطه بین ذهن و بدن را رد می‌کند، به این دلیل که به بررسی فرآیندهای ذهنی به گونه‌ای می‌پردازد که گویی می‌توان آن‌ها را از فرآیندهای فیزیکی جدا کرد. به‌منظور نشان دادن این‌که چگونه این نظریه ممکن است گمراه‌کننده باشد، توضیح می‌دهد که دانستن این‌که چگونه یک عمل را به‌طور ماهرانه انجام دهیم، نه تنها ممکن است به‌دلیل توانایی استدلال عملی باشد، بلکه ممکن است موضوعی نیز باشد که بتوان استدلال عملی را عملی کرد. اقدامات عملی ممکن است لزوماً با استدلال بسیار نظری یا با توالی پیچیده عملیات فکری تولید نشوند. ممکن است معنای اعمال را با استنباط در مورد فرآیندهای ذهنی پنهان توضیح داده نشود، اما می‌توان با بررسی قواعد حاکم بر آن اعمال توضیح داد.
به گفته رایل، فرآیندهای ذهنی صرفاً اعمال هوشمندانه هستند. هیچ فرایند ذهنی متمایز از اعمال هوشمند وجود ندارد. عملیات ذهن صرفاً با اعمال هوشمندانه نمایش داده نمی‌شود، بلکه همان اعمال هوشمندانه است؛ بنابراین، اعمال یادگیری، به خاطر سپردن، تصور کردن، دانستن یا تمایل، صرفاً سرنخ‌هایی برای فرآیندهای ذهنی پنهان یا توالی پیچیده عملیات فکری نیستند، بلکه روشی هستند که در آن فرآیندهای ذهنی یا عملیات فکری تعریف می‌شوند. گزاره‌های منطقی صرفاً سرنخ‌هایی برای شیوه‌های استدلال نیستند، بلکه آن شیوه‌های استدلال هستند.
نظریه عقل‌گرا مبنی بر تبدیل شدن به اعمال فیزیکی برخی از قوای صرفاً ذهنی «اراده» یک تصور اشتباه است، زیرا به اشتباه فرض می‌کند که یک عمل ذهنی می‌تواند متمایز از یک عمل فیزیکی باشد، یا حتی این‌که جهان ذهنی می‌تواند متمایز از جهان فیزیکی باشد و هست. این نظریه تفکیک‌پذیری ذهن و بدن توسط رایل به‌عنوان «دگم روح ماشینی» توصیف شده‌است. او توضیح می‌دهد که عمل‌کرد ذهن همان‌طور که بر بدن حاکم است، نه یک مکانیسم مستقل و نه یک مکانیسم متمایز است، که در دستگاه مکانیکی‌ای به نام «بدن» موجودی به نام «ذهن» وجود ندارد، بلکه ممکن است عملکرد ذهن باشد و به‌عنوان اعمال بدن تصور شود.
نظریه دکارتی معتقد است که اعمال ذهنی تعیین‌کننده اعمال فیزیکی است و اعمال ارادی بدن باید ناشی از اعمال ارادی ذهن باشد. این نظریه به گفته رایل «اسطوره روح در ماشین» است.
هیچ تناقضی بین این‌که بگوییم یک عمل تحت قوانین فیزیکی است و بگوییم که همان عمل بر اساس اصول استدلال است، وجود ندارد. انگیزه اعمال قابل مشاهده، تمایلات و خواست‌ها است. این‌ها توضیح می‌دهند که چرا رفتارها رخ می‌دهند، و نه یک فرایند صرفاً ذهنی. برای مثال، تمایل به خواستن یا نخواستن چیزی با انگیزه فکری آن چیز توضیح داده نمی‌شود. تمایل به خواستن چیزی با رفتارهایی که در خواستن آن چیز دخیل است توضیح داده می‌شود؛ بنابراین، ذهن متشکل از توانایی‌ها و تمایلاتی است که رفتارها را توضیح می‌دهد، برای مثال رفتارهای یادگیری، یادآوری، دانستن، احساس یا تمایل. توانایی‌ها و تمایلات شخصی با فرایندها یا رویدادهای ذهنی یکسان نیستند. با اشاره به توانایی‌ها یا استعدادها به گونه‌ای که گویی آن‌ها رویدادهای صرفاً ذهنی هستند، مرتکب نوعی اشتباه دسته‌بندی اساسی مس‌شویم.
ماهیت انگیزه‌های یک فرد ممکن است با اعمال و واکنش‌های آن شخص در شرایط یا موقعیت‌های مختلف تعریف شود. ماهیت انگیزه‌های یک فرد در یک موقعیت خاص ممکن است لزوماً توسط هیچ فرایند ذهنی پنهان یا کنش‌های فکری درون آن شخص تعیین نشود. انگیزه‌ها ممکن است با رفتار یک فرد در یک موقعیت آشکار یا توضیح داده شوند.
رایل از این نظریه انتقاد می‌کند که ذهن مکانی است که در آن تصاویر ذهنی درک، یا به خاطر سپرده می‌شوند. افکار و احساسات متعلق به دنیای ذهنی نیست که از جهان فیزیکی متمایز باشد. دانش، حافظه، تخیل، و سایر توانایی‌ها یا استعدادها در «درون» ذهن قرار نمی‌گیرند، گویی ذهن فضایی است که می‌توان این تمایلات را در آن قرار داد. علاوه بر این، تمایلات با اعمال رفتاری یکسان نیستند، اما اعمال ممکن است با تمایلات توضیح داده شوند.
تمایلات نه آشکار و نه پنهان هستند، زیرا در مقوله منطقی اعمال رفتاری نیستند. گرایش‌ها فرآیندهای ذهنی یا کنش‌های فکری نیستند، بلکه تمایلاتی هستند که شیوه‌های مختلف رفتار را توضیح می‌دهند. ادراکات، افکار، عواطف و احساسات ممکن است به‌عنوان رفتارهای قابل‌مشاهده‌ای درک شوند که دارای شیوه‌های مختلف ابراز هستند.
رایل اعتراف می‌کند که رویکرد او به نظریه ذهن رفتارگرایانه است، زیرا با این نظریه مخالف است که فرآیندهای ذهنی پنهانی وجود دارد که از رفتارهای قابل مشاهده متمایز است. رویکرد او بر این دیدگاه استوار است که اعمالی مانند تفکر، به خاطر سپردن، احساس و اراده با شیوه‌های رفتار یا با گرایش به شیوه‌های رفتار آشکار می‌شوند. اما در عین حال، او هم نظریه دکارتی و هم نظریه رفتارگرایی را به‌دلیل مکانیستی بودن بیش از حد، مورد انتقاد قرار می‌دهد. درحالی‌که نظریه دکارتی ممکن است اصرار داشته باشد که رویدادهای ذهنی پنهان پاسخ‌های رفتاری فرد آگاه را تولید می‌کنند، رفتارگرایی ممکن است اصرار داشته باشد که مکانیسم‌های محرک-واکنش پاسخ‌های رفتاری فرد آگاه را تولید می‌کنند. رایل نتیجه می‌گیرد که هم نظریه دکارتی و هم نظریه رفتارگرایی ممکن است بیش از حد سفت‌وسخت و مکانیکی باشند که درک کافی از مفهوم ذهن را به ما ارائه دهند.

## اشتباه‌های مقوله‌ای
به‌عنوان یک فیلسوف زبان‌شناسی، بخش قابل‌توجهی از استدلال رایل به تجزیه و تحلیل آنچه که او خطاهای فلسفی مبتنی بر استفاده مفهومی از زبان درک می‌کند، اختصاص دارد. از نقد او به ثنویت دکارتی با عنوان اشتباه مقوله‌ای یاد می‌شود. اشتباه‌های مقوله‌ای، مانند مواردی که رایل به آن اشاره می‌کند، توسط افرادی انجام می‌شود که نمی‌دانند چگونه مفاهیمی را که با آن‌ها کار می‌کنند به‌درستی به‌کار گیرند. معماهای آن‌ها از ناتوانی در استفاده از برخی موارد در زبان انسان ناشی می‌شود. یک مثال بسیار ذکرشده در مورد یک بازدیدکننده خارجی است که در اطراف آکسفورد (که پردیس ندارد) نشان داده می‌شود و پس از نشان دادن کالج‌ها، کتابخانه‌ها، آزمایشگاه‌ها و زمین‌های بازی با گیجی می‌پرسد «پس دانشگاه کجاست؟» جواب البته این است که: «همه این‌هاست».
اشتباه‌های مقوله‌ای نظری جالب آن‌هایی هستند که توسط افرادی مرتکب می‌شوند که صلاحیت کاملی برای به کار بردن مفاهیم دارند؛ حداقل در موقعیت‌هایی که با آن‌ها آشنا هستند. اما هم‌چنان در تفکر انتزاعی خود مسئول انتقال آن مفاهیم به انواع منطقی هستند که به آن‌ها تعلق ندارند.
نظریه دوگانه‌گرایی یک تقابل قطبی بین ذهن و بدن برقرار می‌کند. در سطح زبان، ویژگی‌های ذهنی نقیض (به‌معنای ارسطویی) ویژگی‌های فیزیکی هستند؛ بنابراین، مطابق با مفهوم مقوله، به‌همان اقسام منطقی تعلق دارند، با توجه به این‌که عباراتی که برای توصیف رویدادهای ذهنی به‌کار می‌رود، همیشه منفی عباراتی است که برای توصیف رویدادهای مادی به‌کار می‌رود. رایل سپس می‌گوید که چنین استفاده‌ای دلالت بر یک «اشتباه مقوله‌ای» برای توصیف رویدادهای ذهنی دارد که به درستی به مقوله‌های مورد استفاده برای توصیف رویدادهای جسمانی تعلق ندارند. از این رو، «ذهن» و «ماده» نمی‌توانند متضادهای قطبی باشند که دوآلیسم پیشنهاد می‌کند. رایل می‌نویسد که این را می‌توان با ادعای این‌که «او با سیل اشک به خانه آمد» و «او با صندلی سدان به خانه آمد» (از جمله «خانم بولو با سیل اشک به خانه آمد و صندلی سدان به خانه آمد» مقایسه کرد. جمله زئوگماتیک از دیکنز) متضاد قطبی بودن، نشان داد. چنین اشتباهاتی، از دیدگاه رایل، جزم روح ذهنی در ماشین جسمانی است. آموزه‌های دوگانه به‌معنای تحلیلی اسطوره‌ای هستند.

## پیشینیان
کار رایل بر اساس کار فیلسوفان لودویگ ویتگنشتاین و آرتور شوپنهاور و دیگران است. به گفته برایان مگی، تز اصلی مفهوم ذهن و اصول پایان‌نامه‌های فرعی آن از شوپنهاور گرفته شده‌است، که رایل آثارش را در دوران دانشجویی خوانده، سپس تا حد زیادی فراموش شده‌است. رایل که معتقد بود یک نظریه اصلی را بیان کرده‌است، متوجه نشد که چه کرده‌است؛ تا زمانی که پس از انتشار کتاب، کسی آن را به او گوشزد کرد.

## بازخورد
رایل به‌عنوان یک فیلسوف «فلسفه زبان متعارف» شناخته‌شده‌است، که سبک نگارش کتابش نظرها را به خود جلب کرده‌است.

استوارت همپشایر در یک بررسی در نشریه ذهن متذکر شد که:
تنها یک ویژگی وجود دارد که من می‌توانم کشف کنم که میان پروفسور رایل و امانوئل کانت مشترک است. در هر دو مورد، سبک فیلسوف است؛ همان‌طور که کانت می‌اندیشید و در دوگانگی نوشت، پروفسور رایل در اپیگرام‌ها می‌نویسد. عبارات زیادی وجود دارد که در آن‌ها استدلال صرفاً متشکل از توالی‌ای از اپیگرام‌ها است، که در واقع به‌طور مؤثر در اثر منفجر می‌شوند و رشته‌های فکری متعارف را در هم می‌شکند، اما مانند بسیاری از اپیگرام‌ها، در میان آوارها در ذهن خواننده دنباله‌ای از ترسو بودن و تردید باقی می‌گذارند.
جان سرل که اغلب گفته‌است هیچ اثر بزرگ فلسفی حاوی پاورقی‌های زیادی نیست و کیفیت فلسفی برعکس تعداد مراجع کتاب‌شناختی متفاوت است، نبود پاورقی در مفهوم ذهن را نشانه کیفیت آن می‌داند.
آیریس مرداک مفهوم ذهن را با هستی و نیستی ژان پل سارتر (۱۹۴۳) مقایسه کرده‌است، با این دیدگاه که فلسفه تحلیلی انگلیسی همان جهت‌گیری کلی را با فلسفه قاره‌ای دارد. رایل توسط دیوید استانارد چنین تفسیر شده‌است که ایده روان‌کاوانه ناخودآگاه ریشه در مفهوم دکارتی از دوگانگی بدن-ذهن دارد و به این ترتیب یکی از نسخه‌های مغالطه «روح ماشینی» است. به گفته استنارد، رایل دگم را به‌عنوان یک خطای منطقی بر اساس یک اشتباه دسته‌بندی می‌بیند.
ریچارد وبستر، نویسنده بریتانیایی، وضوح و قدرت استدلال رایل را ستایش می‌کند، اما پیشنهاد می‌کند که اگرچه استدلال‌های او به‌طور مؤثر مسئله ذهن و جسم را حل می‌کند، اما نتوانسته انقلابی در دانش بشری ایجاد کند. وبستر این را به این واقعیت نسبت می‌دهد که مورد رایل که جنبه‌های ذهنی تجربه مانند حس، حافظه، آگاهی و احساس خود، جوهر «ذهن» نیستند، توسط فیلسوفان، عصب‌شناسان و روانش‌ناسان معاصر به‌طور پذیرفته نشده‌است. وبستر معتقد است که تمایل رایل به پذیرش توصیف مفهوم ذهن به‌عنوان رفتارگرایانه، موقعیت ظریف‌تر آن را به اشتباه نشان می‌دهد، و می‌نویسد که پذیرش رایل از آن توصیف بی‌ضرر نیست. وبستر تأکید می‌کند که رایل واقعیت آنچه را که اغلب احساسات و افکار درونی نامیده می‌شود انکار نمی‌کند، بلکه صرفاً این ایده را رد می‌کند که آن‌ها به قلمرویی متمایز و مستقل از قلمرو بیرونی رفتار عادی انسان هستند.
هربرت مارکوزه در مورد سبک نگارش کتاب، با دیدگاه منفی بیش‌تری توضیح داد، او مشاهده می‌کند که شیوه‌ای که رایل از ارائه «اسطوره دکارت» به‌عنوان «نظریه رسمی» دربارهٔ رابطه بدن و ذهن با نمایش اولیه آن پیروی می‌کند. سبکی را نشان می‌دهد که «میان دو قطب اقتدار اعظم و فروتنی ساده» حرکت می‌کند، چیزی که مارکوزه آن را مشخصه رفتارگرایی فلسفی می‌داند.